# Psaliodes albifascia
Psaliodes albifascia es una polilla perteneciente a la familia de los geométridos. El nombre científico de la especie fue publicado válidamente por primera vez en 1911 por Paul Dognin. El holotipo fue descrito en los alrededores de Cali, Colombia. La especie también ha sido descrita en hábitats perturbados y bosques no perturbados de Ecuador.